# Hesperapis macrocephala
Hesperapis macrocephala är en biart som beskrevs av Cockerell 1924. Hesperapis macrocephala ingår i släktet Hesperapis och familjen sommarbin. Inga underarter finns listade i Catalogue of Life.